# بانده نهاگ
بانده نهاگ (به انگلیسی: Banda Nihag) یک منطقهٔ مسکونی در پاکستان است که در خیبر پختونخوا واقع شده‌است.